# کوه فیتزویلیام
کوه فیتزویلیام یک قله کوه با ارتفاع ۲٬۹۰۱-متر (۹٬۵۱۸-فوت) است که در رشته کوه‌های راکی کانادا در پارک استانی کوه رابسون در بریتیش کلمبیا، کانادا واقع شده‌است.
این کوه در ۸ ژوئیه ۱۸۶۳ توسط والتر چیدل به نام ویسکونت میلتون (۱۸۳۹–۱۸۷۷) نامگذاری شد.